# Pobladura de Pelayo García
Pobladura de Pelayo García es un municipio y villa española de la provincia de León, en la comunidad autónoma de Castilla y León. Se encuentra en la comarca del Páramo Leonés y cuenta con una población de 354 habitantes (INE 2024).

## Toponimia
El término Pobladura es común en numerosos lugares y aldeas leonesas; su significado alude a la repoblación medieval de los territorios reconquistados tras la invasión musulmana. El nombre de Pelayo García hipotéticamente se refiere a su fundador, aunque se carece de documentos que lo confirmen.

## Demografía
Cuenta con una población de 354 habitantes (INE 2024).
| Gráfica de evolución demográfica de Pobladura de Pelayo García entre 1857 y 2021 |
| |
| Población de derecho según los censos de población del INE. Población de hecho según los censos de población del INE. En 1857 aparece este municipio porque se segrega de Laguna Dalga. |

## Administración y política
| Periodo   | Nombre                                               | Partido                  |
| --------- | ---------------------------------------------------- | ------------------------ |

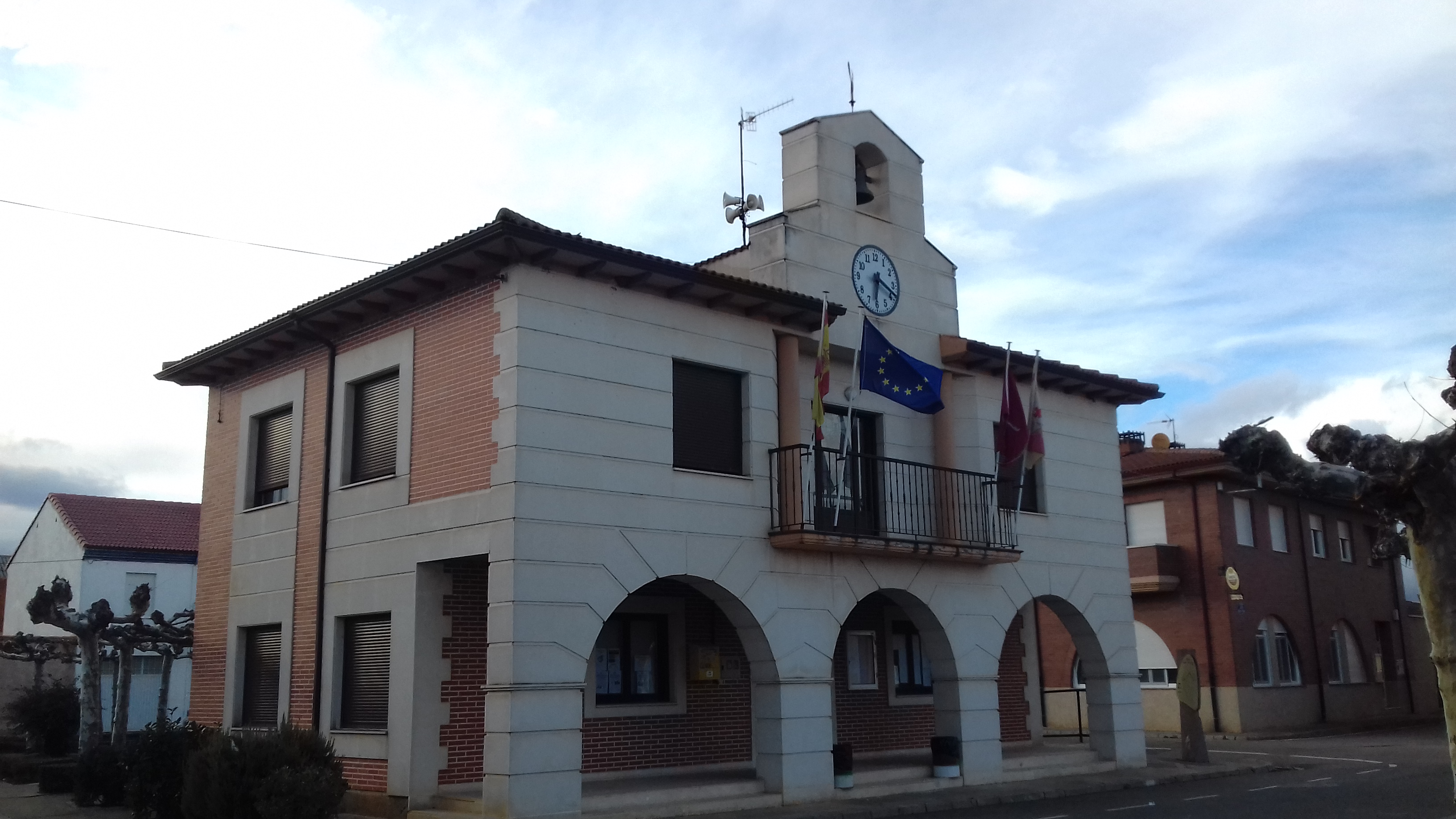
Casa consistorial

| 1979-1983 | Isaac Rodríguez Rebollo y Jacinto Domínguez Martínez | U.C.L (psoe)             |
| 1983-1987 | Crispiniano Madrid Fernández                         | U.C.L.(psoe)             |
| 1987-1991 | Crispiniano Madrid Fernández                         | PSOE                     |
| 1991-1995 | Salvador Rebollo Ferrero                             | PSOE                     |
| 1995-1999 | Serafín Ferrero Argüello                             | PP                       |
| 1999-2003 | Crispiniano Madrid Fernández                         | PSOE                     |
| 2003-2007 | Crispiniano Madrid Fernández                         | PSOE                     |
| 2007-2011 | Salvador Rebollo Ferrero                             | PSOE                     |
| 2011-2015 | Vicente Ferrero Ferrero                              | PP                       |
| 2015-2019 | José Ángel Tranche Cadenas                           | Agrupación Independiente |
| 2019-2023 | José Ángel Tranche Cadenas                           | Agrupación Independiente |

## Cultura

### Patrimonio natural
En su término municipal existe un bosque de encinas centenarias.

### Patrimonio inmaterial
- 22 de abril: el Voto a la Virgen de las Angustias.
- 15 de mayo: San Isidro
- Corpus Christi
- 15 y 16 de agosto: Nuestra Señora y San Roque (semana cultural)
- 30 de noviembre: San Andrés
- 26 de diciembre: segundo día de Navidad (26 de diciembre - San Esteban)

### Folclore y costumbres
Se desconoce cuándo se formó el primer grupo de danzas de Pobladura de Pelayo García. En un documento contable de la Cofradía del Santísimo de 1666, ya se reflejan gastos relativos a la danza. En las reglas de formación de la Cofradía del Santísimo, existe una alusión peculiar: estas reglas fueron aprobadas en 1828, exceptuando lo relativo a la danza, puesto que, según las autoridades gubernamentales y eclesiásticas de aquella época, fomentaban «la indevoción» y «el desacato», motivo por el cual el dinero destinado a estos «bailes profanos» debían dedicarse al sermón del día de solemnidad (Corpus Christi).
En la Fiesta del Voto en honor de la Virgen de las Angustias y en la del Corpus Christi danzan los jóvenes del pueblo durante la procesión; posteriormente ejecutan danzas de paloteo como espectáculo o rindiendo honores a alguna persona enferma o destacada. Cada grupo de danzantes estaba formado tradicionalmente por ocho hombres; hoy en día también forman parte las mujeres. Tanto sus bailes como sus atuendos tienen un gran interés cultural. 
El atuendo está formado por doble faldón blanco con puntillas almidonado; va ceñido por encima de la cintura. Cinturón bordado de unos 8 cm de ancho. De él cuelgan dos pañuelos bordados, uno a cada lado. Camisa blanca con corbata bordada. En la espalda y a la altura de los hombros van alineadas horizontalmente cinco rosas: tres rojas y dos blancas intercaladas y rodeadas de plumas verdes. De ellas cuelgan cintas que llegan hasta la cintura, también bordadas con hilos plateados y dorados junto con otros de colores.
En la cabeza un pañuelo blanco doblado formando una banda rodea la cabeza. La borla del nudo irá a la izquierda o a la derecha, indicativo de la fila que ocupa cada danzante. Porta en las manos pitos -castañuelas en forma de triángulo en algunos casos con la punta cortada, también exagonales...- hechos de madera de encina, nogal...; van adornados con cintas colgantes de colores. Las piernas las llevan cubiertas con pantalones bombachos hasta la rodilla, uniéndose con las medias blancas caladas y sujetándose ambos con una cinta roja con nudo de dos borlas; calzan alpargatas blancas.
Danzan al ritmo de la dulzaina y el redoble de la caja o tamboril. Un baile similar a la Danza de las Cantaderas (llamada Baila por los lugareños) y la Procesión Leonesa son dos de las muchas piezas musicales que se danzan en Pobladura de Pelayo García. Acompañan al grupo de danzantes dos birrias disfrazados de demonios, personajes de origen precristiano e indoeuropeo que con sus trallas consiguen que haya separación entre el público y los danzantes. En el inicio de La baila practican un baile en solitario entre las dos filas de los danzantes que semeja una posesión demoníaca. Suponen un importante vestigio étnico de mascaradas relacionadas con el solsticio de invierno y con los ritos de fecundidad. Se desconoce cuándo el birria y la danza compatibilizaron sus funciones.
En los bailes llamados lazos, en lugar de castañuelas los danzantes utilizan dos palos de unos 40 cm de largo. Es costumbre que durante los paloteos los birrias representen un sainete en el cual uno de ellos afeita al otro con una guadaña.
Este tipo de folclore es típico del Páramo y otras zonas de la región leonesa como las riberas del Esla, del Órbigo, Omaña, Sayago y en la zona portuguesa de Miranda do Douro, aunque con variantes en el atuendo y en la música en cada pueblo. Los lazos leoneses, o bailes de paloteo, han sido estudiados con rigor por la filóloga y etnóloga leonesa Concha Casado Lobato.
En opinión de algunos musicólogos estos tipos de bailes de paloteado podrían provenir de las danzas pírricas griegas (con espadas falsas) que, con multitud de variantes, están difundidas por toda la península ibérica, así como por otros países de la vertiente mediterránea.